# Драга, повећао сам дете
Драга, повећао сам дете (енгл. Honey, I Blew Up the Kid) америчка је филмска комедија из 1992. године. Режију потписује Рандал Клајзер, по сценарију Гарија Гудроуа, Тома Ебрехарда и Питера Елблинга, док главну улогу тумачи Рик Моранис. Наставак је филма Драга, смањио сам децу из 1989. године.
Остварио је далеко мањи успех од свог претходника, али је свеједно био финансијски успешан. Наставак, Драга, смањили смо се, приказан је 1997. године.

## Радња
Вејн Салински поново је у акцији, али уместо да смањује ствари, покушава да направи машину за увећавање. Међутим, кад доведе Ника и свог двогодишњег сина Адама да виде његов проналазак, машина изненада почиње да ради. Кад јој Адам приђе, њен зрак погађа и њега и његовог плишаног зеку. Кад год Адам приђе нечему што има струју у себи, она изазива његов раст. Убрзо достиже висину од 45 метара.

## Улоге
| Глумац            | Улога                 |
| ----------------- | --------------------- |
| Рик Моранис       | Вејн Салински         |
| Марша Страсман    | Дајана Салински       |
| Роберт Оливери    | Ник Салински          |
| Мет Фруер         | Расел Томпсон Старији |
| Данијел Шаликар   | Адам Салински         |
| Џошуа Шаликар     | Адам Салински         |
| Лојд Бриџиз       | Клифорд Стерлинг      |
| Џон Шеј           | Чарлс Хендриксон      |
| Кери Расел        | Менди Парк            |
| Рон Канада        | Престон Брукс         |
| Ејми О’Нил        | Ејми Салински         |
| Мајкл Милхоун     | Ед Мајерсон           |
| Кристин Садерланд | Мејн Томпсон          |
| Грегори Сијера    | Теренс Вилер          |
| Лесли Нил         | Констанс Винтерс      |